# 8332 Іванцвєтаєв
8332 Іванцвєтаєв (8332 Ivantsvetaev) — астероїд головного поясу, відкритий 14 жовтня 1982 року.
Тіссеранів параметр щодо Юпітера — 3,528.